# Finala Cupei României 2012
Finala Cupei României Timișoreana 2012 a fost un meci de fotbal care s-a disputat pe 23 mai 2012 pe Arena Națională din București. Partida a avut loc între echipele ajunse în ultimul act al competiției, respectiv Dinamo București și Rapid București. Echipa Dinamo a fost cea care a câștiga trofeul Cupa României și a obținut calificarea direct în playoff-ul competiției UEFA Europa League, sezonul 2012-2013.

## Context
Finala cupei a avut loc la doar două săptămâni după ce Arena Națională găzduise o altă finală, Finala UEFA Europa League 2012. Acesta a fost al doilea an la rând când Cupa României a rămas în București, după Finala Cupei României 2011 dintre Dinamo și Steaua, câștigată de roș-albaștrii. Până la acest meci, Rapidul câștigase 13 trofee, în timp ce Dinamo își adjudecase în palmares doar 12.

## Bilete
FRF a pus în vânzare pentru acest meci 54.000 de bilete, celor două finaliste fiindu-le puse la dispoziție câte 18.000 de tichete fiecare. Clubul Dinamo a primit bilete pentru Peluza 1 Nord și o parte din Tribuna 2 Est, iar Rapid a primit pentru Peluza 2 Sud și o parte din Tribuna 2 Est. Pentru spectatorii neutri au fost puse la dispoziție tichete în partea centrală a Tribunei 2 Est și toată Tribuna 1 Vest.
Prețurile biletelor au fost între 20 și 40 de lei la peluze, între 60 și 120 de lei la Tribuna 2 Est, 60 și 120 de lei la Tribuna 1 Vest, 500 și 700 de lei la VIP și 1.200 de lei la lojă.
Suporterii dinamoviști și-au putut achiziționa tichetele în perioada 9-19 mai de la casa de bilete a stadionului Dinamo, sau online, prin intermediul site-ului ticketfan.ro Arhivat în 2 februarie 2019, la Wayback Machine.. Fanii rapidiști au putut cumpăra biletele începând cu data de 8 mai de la Stadionul Giulești-Valentin Stănescu. Pentru suporterii neutri, tichetele s-au pus în vânzare în data de 15 mai, fiind disponibile la casa de bilete de la Arena Națională.

## Drumul către finală
Cele două echipe au avut de parcurs patru runde până să ajungă în ultimul act al competiției. Atât Dinamo cât și Rapid au întâlnit în primele două meciuri echipe din Liga a II-a.
Așadar, în Șaisprezecimi Dinamo a jucat cu Luceafărul Oradea pe care a învins-o cu 1–0, iar în Optimi a întâlnit-o pe Gaz Metan Severin, învingând-o și pe aceasta cu scorul de 5–0. Ajunsă în Sferturile de finală, Dinamo a întâlnit echipa de Liga I Petrolul Ploiești, câștigând partida cu 2–1. În semifinale a urmat Gaz Metan Mediaș. După o victorie cu 1–0 acasă, Dinamo a pierdut meciul din deplasare cu scorul de 2–1, însă datorită golului marcat în deplasare, alb-roșii au izbutit să ajungă în finală.
De cealaltă parte, Rapid a întâlnit-o mai întâi pe Juventus București, câștigând partida cu scorul de 4–1. Mai departe, echipa a jucat cu CS Otopeni, de care a trecut cu scorul de 4–1. În Sferturi, alb-vișinii au jucat cu Pandurii Târgu Jiu, câștigând meciul cu 2–0. În faza Semifinalelor, echipa a înregistrat un dublu succes contra FC Vaslui, 1–0 în deplasare, repsectiv 3–2 acasă.
| Dinamo București  | Dinamo București             | Runda         | Rapid București    | Rapid București              |
| ----------------- | ---------------------------- | ------------- | ------------------ | ---------------------------- |
| Adversar          | Rezultate                    |               | Adversar           | Rezultate                    |
| Luceafărul Oradea | 1 – 0                        | Șaisprezecimi | Juventus București | 4 – 1                        |
| Gaz Metan Severin | 5 – 0                        | Optimi        | CS Otopeni         | 5 – 0                        |
| Petrolul Ploiești | 2 – 1                        | Sferturi      | Pandurii           | 2 – 0                        |
| Gaz Metan         | 1 – 0 acasă; 1 – 2 deplasare | Semifinale    | FC Vaslui          | 1 – 0 deplasare; 3 – 2 acasă |

## Meci

### Detalii
| Dinamo             | 1–0     | Rapid |
| ------------------ | ------- | ----- |
| A. Scarlatache 58' | Cronică |       |

|  |  |

|               |    |                     |       |     |
|               |    |                     |       |     |
| P             | 23 | Kristijan Naumovski | 90+6' |     |
| F             | 24 | Srgian Luchin       |       |     |
| F             | 21 | Dragoș Grigore      |       |     |
| F             | 30 | Cosmin Moți         |       |     |
| F             | 15 | Adrian Scarlatache  |       |     |
| M             | 20 | Alexandru Curtean   |       |     |
| M             | 5  | Djakaridja Koné     |       |     |
| M             | 26 | Laurențiu Rus       |       |     |
| M             | 10 | Marius Alexe        |       | 67' |
| M             | 25 | Ionel Dănciulescu   |       | 71' |
| A             | 9  | Marius Niculae      | 68'   | 81' |
| Rezerve:      |    |                     |       |     |
| P             | 34 | Cristian Bălgrădean |       |     |
| F             | 3  | Cristian Pulhac     |       | 67' |
| F             | 32 | Nicolae Mușat       |       |     |
| M             | 7  | Cătălin Munteanu    |       | 71' |
| M             | 19 | Iulian Tameș        |       |     |
| M             | 22 | Sorin Strătilă      |       |     |
| A             | 29 | George Țucudean     |       | 81' |
| Antrenor:     |    |                     |       |     |
| Dario Bonetti |    |                     |       |     |

|                |    |                  |       |     |
|                |    |                  |       |     |
| P              | 1  | Daniel Coman     |       |     |
| F              | 14 | Mihai Roman      |       |     |
| F              | 4  | Marcos António   |       |     |
| F              | 15 | Cristian Oroș    | 90+2' |     |
| F              | 19 | Vladimir Božović |       |     |
| M              | 8  | Nicolae Grigore  |       |     |
| M              | 5  | Dan Alexa        |       | 79' |
| M              | 80 | Filipe Teixeira  |       |     |
| M              | 10 | Ovidiu Herea     |       | 74' |
| A              | 7  | Ciprian Deac     |       |     |
| A              | 24 | Romeo Surdu      |       | 60' |
| Rezerve:       |    |                  |       |     |
| P              | 82 | Cosmin Vâtcă     |       |     |
| F              | 16 | Ovidiu Burcă     |       |     |
| M              | 17 | Valentin Crețu   |       |     |
| M              | 20 | Ștefan Grigorie  | 71'   | 60' |
| M              | 23 | Miloš Pavlović   |       |     |
| A              | 9  | Alexandru Ioniță |       | 79' |
| A              | 11 | Daniel Pancu     |       | 74' |
| Antrenor:      |    |                  |       |     |
| Răzvan Lucescu |    |                  |       |     |

| Oficialii meciului - Arbitru: - Daniele Orsato - Arbitri asistenți: - Nicola Nicoletti - Massimiliano Grilli - Al patrulea arbitru: Jucătorul meciului - Djakaridja Koné | Reguli - 90 minute - 30 minute de prelungire dacă scorul este egal după cele 90 de minute regulamentare (două reprize de câte 15 minute) - Lovituri de departajare dacă scorul este egal după cele 120 de minute - Șapte jucători pe banca de rezervă - Maxim trei înlocuiri |

### Statistică
|                   | Dinamo | Rapid |
| ----------------- | ------ | ----- |
| Goluri marcate    | 1      | 0     |
| Total șuturi      | 3      | 7     |
| Șuturi pe poartă  | 2      | 2     |
| Posesia balonului | 50%    | 50%   |
| Cornere           | 1      | 4     |
| Faulturi comise   | 4      | 8     |
| Offside-uri       | 1      | 1     |
| Cartonașe galbene | 1      | 1     |
| Cartonașe roșii   | 0      | 0     |

sursă